# Osmylus (Osmylus) hyalinatus
Osmylus (Osmylus) hyalinatus is een insect uit de familie watergaasvliegen (Osmylidae), die tot de orde netvleugeligen (Neuroptera) behoort. De soort komt voor in Japan, Sachalin en de Koerillen.